# Liběšice (okres Louny)
Obec Liběšice se nachází v okrese Louny, Ústecký kraj. Součástí obce jsou také vesnice Dobříčany, Dubčany, Kluček, Lhota a Líčkov. Celkem v obci žije 787 obyvatel.

## Historie
První písemná zmínka o obci pochází z roku 1281. Nachází se zde mariánské poutní místo – před 270 lety se v sousední obci Kluček při povodni údajně zjevila Panna Maria tonoucímu muži a jeho synovi a zachránila je. Pouť se koná o první neděli v červenci.

## Přírodní poměry
Vesnice stojí na zvednuté kře krušnohorského směru. Tvoří ji písčité slínovce ze spodního turonu, které jsou překryté neogenním souvrstvím podložních jílů a písků. Kra je porušena příčnými zlomy. Na křížení dvou zlomů je pravděpodobně vázán výskyt kyselé minerální vody, která bývala čerpána vrtem prohloubenou studnou ve dvoře usedlosti čp. 10. Stolní, středně mineralizovaná, hydrogenuhličitanová sodno-hořečnatá kyselka v roce 1971 obsahovala 968 mg·l−1 sodíku, 234,5 mg·l−1 vápníku a 171 mg·l−1 hořčíku. Celkový obsah rozpuštěných látek byl 5,71 g·l−1.

## Obyvatelstvo
Při sčítání lidu v roce 1921 zde žilo 590 obyvatel (z toho 570 mužů), z nichž bylo 21 Čechoslováků a 569 Němců. S výjimkou pěti evangelíků a 21 židů byli římskými katolíky. Podle sčítání lidu z roku 1930 měla vesnice 560 obyvatel: 26 Čechoslováků a 534 Němců. Kromě jednoho evangelíka, devíti židů a čtyř lidí bez vyznání se ostatní hlásili k římskokatolické církvi.
| Obec Liběšice                                            | Obec Liběšice | Obec Liběšice | Obec Liběšice | Obec Liběšice | Obec Liběšice | Obec Liběšice | Obec Liběšice | Obec Liběšice | Obec Liběšice | Obec Liběšice | Obec Liběšice | Obec Liběšice | Obec Liběšice | Obec Liběšice |
|                                                          | 1869          | 1880          | 1890          | 1900          | 1910          | 1921          | 1930          | 1950          | 1961          | 1970          | 1980          | 1991          | 2001          | 2011          |
| -------------------------------------------------------- | ------------- | ------------- | ------------- | ------------- | ------------- | ------------- | ------------- | ------------- | ------------- | ------------- | ------------- | ------------- | ------------- | ------------- |
| Obyvatelé                                                | 2 273         | 2 358         | 2 334         | 2 545         | 2 486         | 2 393         | 2 360         | 1 113         | 1 135         | 926           | 793           | 645           | 639           | 706           |
| Místní část Liběšice                                     |               |               |               |               |               |               |               |               |               |               |               |               |               |               |
| Obyvatelé                                                | 534           | 572           | 593           | 661           | 612           | 590           | 560           | 294           | 309           | 268           | 252           | 238           | 244           | 272           |
| Domy                                                     | 82            | 84            | 88            | 108           | 108           | 106           | 112           | 114           | 102           | 81            | 74            | 95            | 102           | 102           |
| Data z roku 1961 zahrnují i domy z místní části Dubčany. |               |               |               |               |               |               |               |               |               |               |               |               |               |               |

## Židovská komunita
Židovské osídlení existovalo v Liběšicích od první poloviny 17. století. Židovské domy nebyly koncentrovány do jediné lokality a byly rozmístěny po celé obci mezi křesťanskou zástavbou; výrazněji však kolem návsi. V jižní části obce byla v 18. století postavena synagoga, která byla již o století později přestavěna. Bohoslužebným účelům sloužila do dvacátých let 20. století. Počátkem 21. století byl zbořen modlitební sál a stavba je využívána jako stodola. Do dnešní doby se dochoval starý a nový židovský hřbitov. Starý pochází z roku 1776 a čítá několik desítek barokních a klasicistních náhrobků. Nový pochází z roku 1897 a dochovalo se na něm pouze sedm náhrobků. Oba hřbitovy jsou neudržované a opuštěné, stav nového hřbitova je však celkově horší.

## Pamětihodnosti
- Kostel svatého Martina

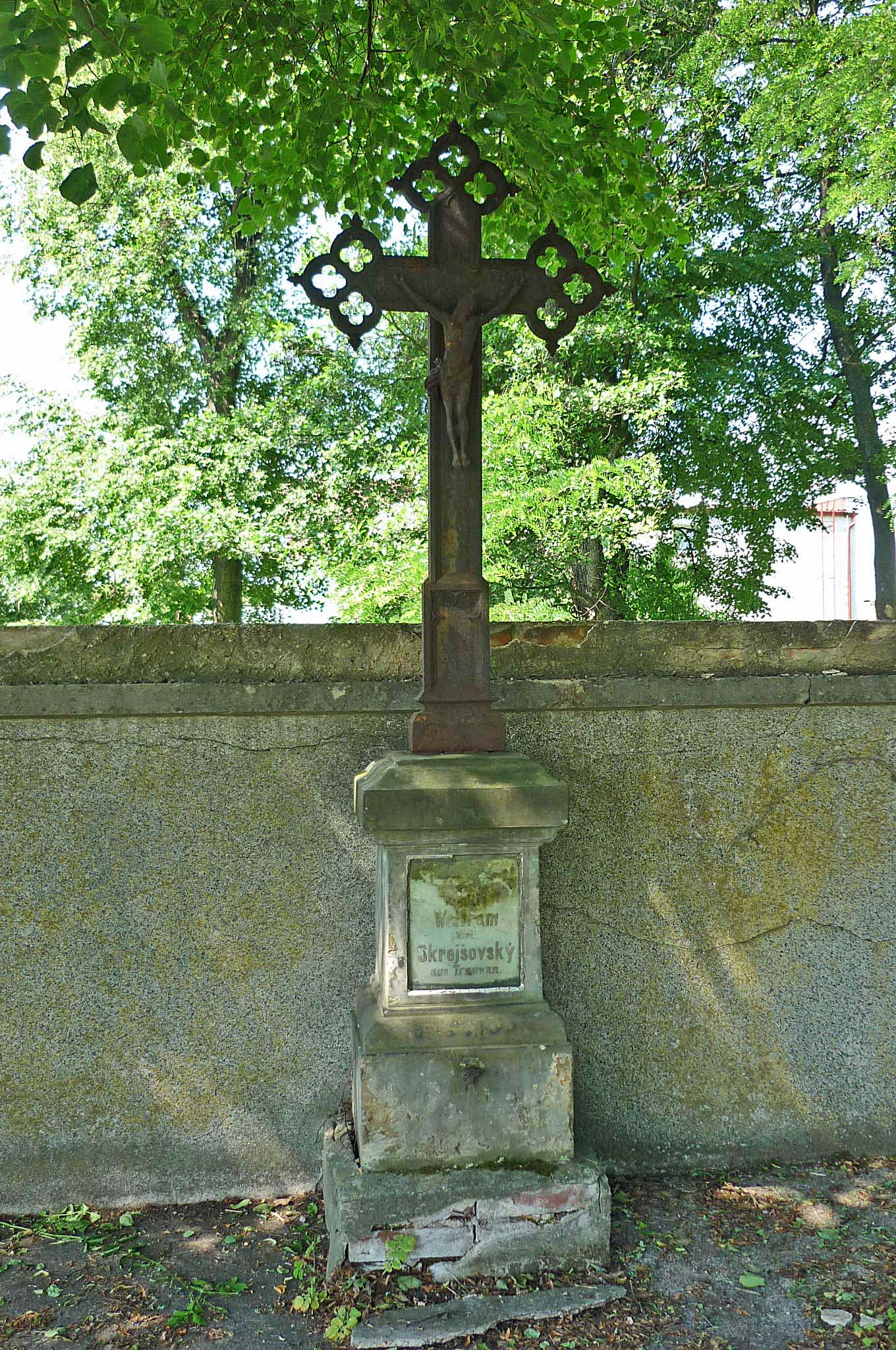
Hrob J. S. Skrejšovského

- Hrob Jana Stanislava Skrejšovského
- Pomník obětem druhé světové války
- Židovský hřbitov jihovýchodně od vesnice
- Venkovská usedlost čp. 1
- Brána venkovské usedlosti čp. 2

## Galerie

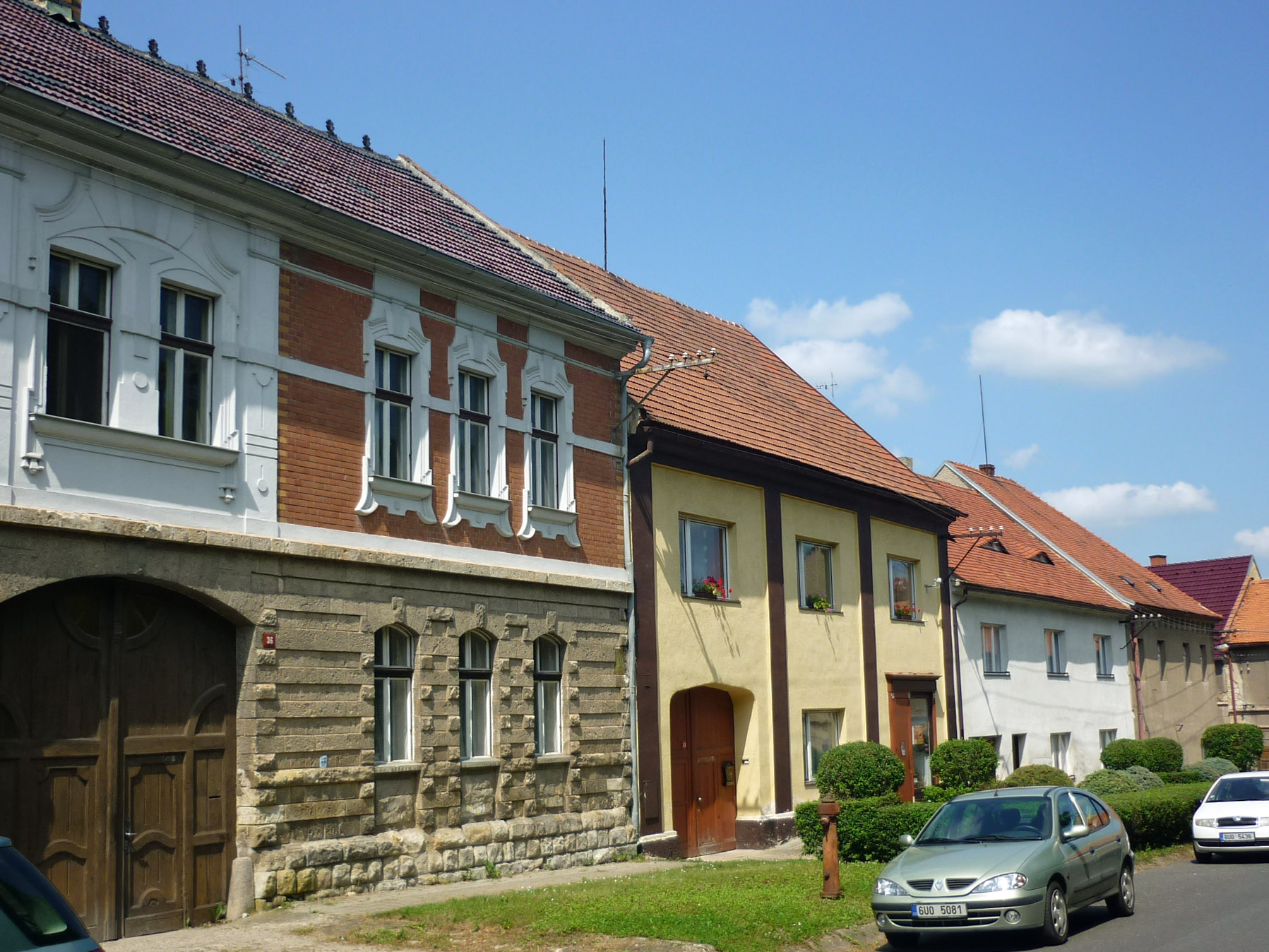
Řadové domy
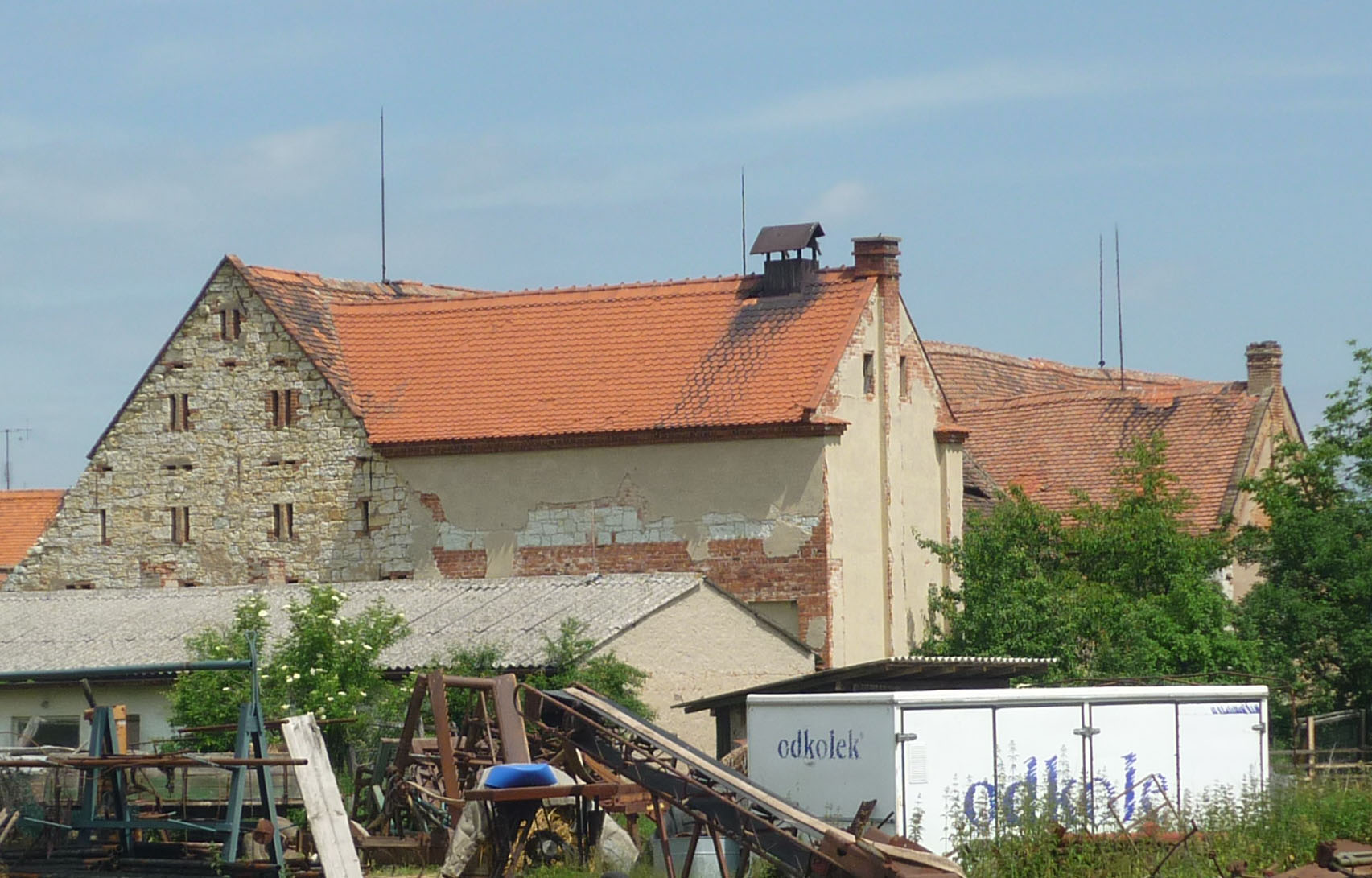
Bývalá sušárna chmele
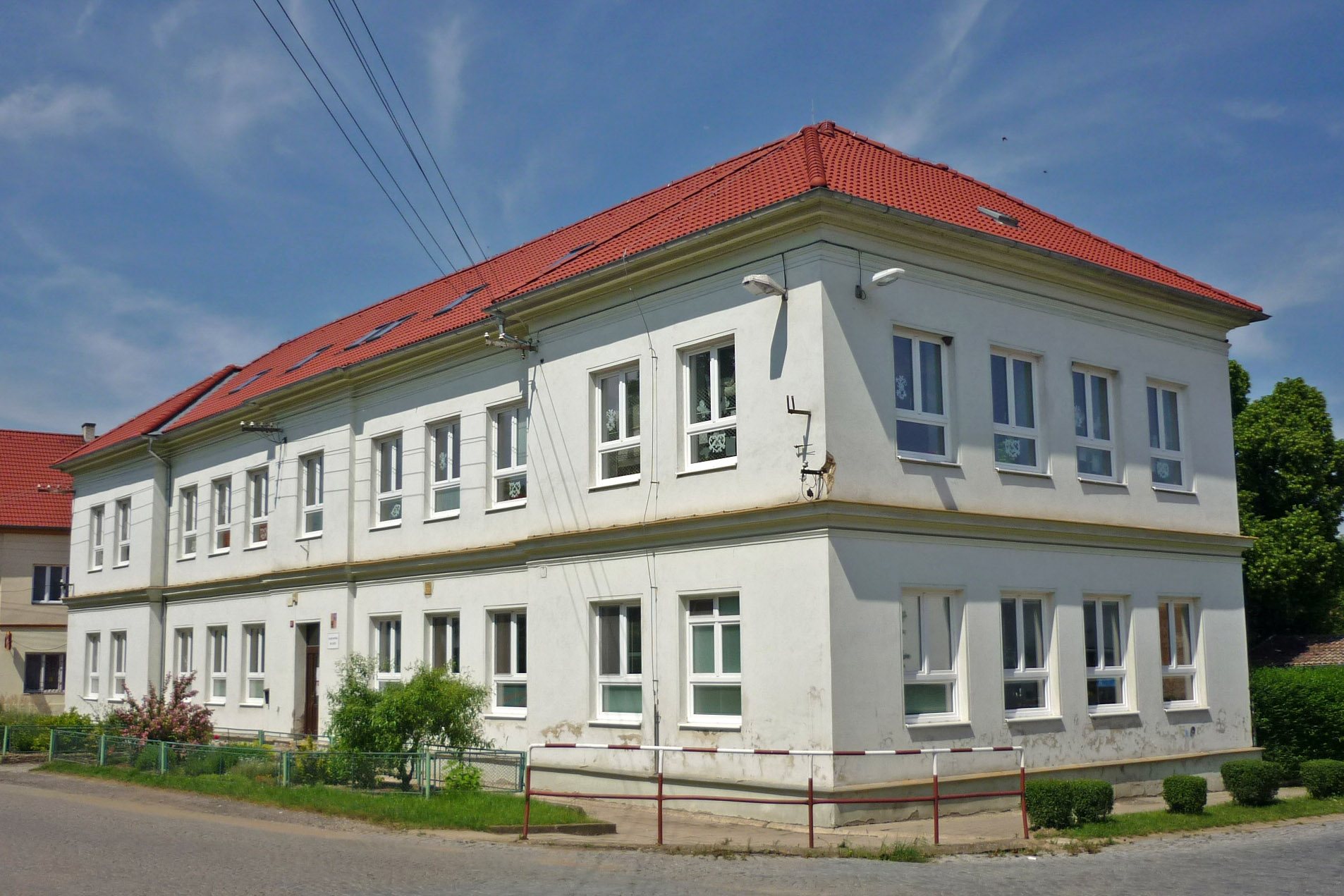
Škola
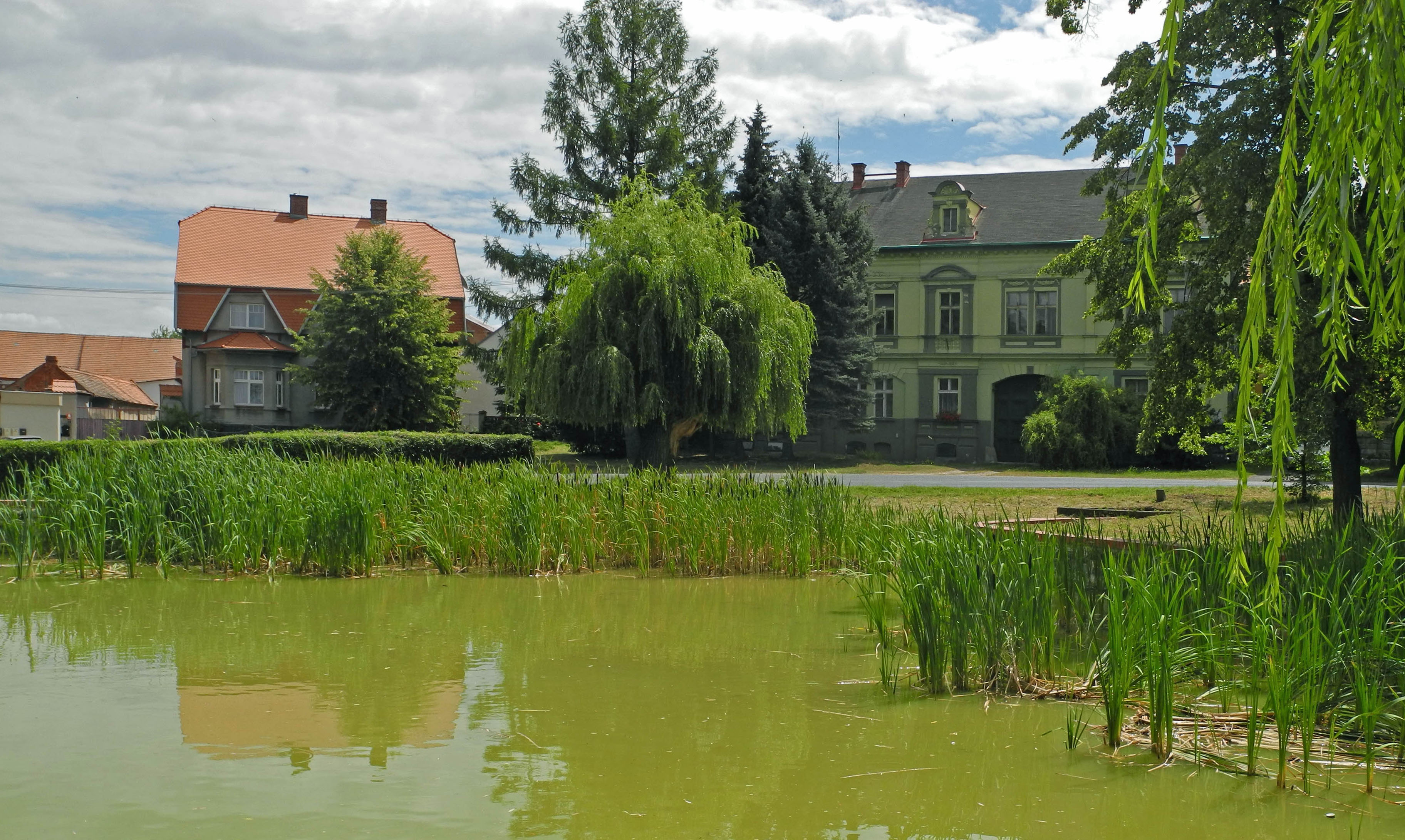
Návesní rybník
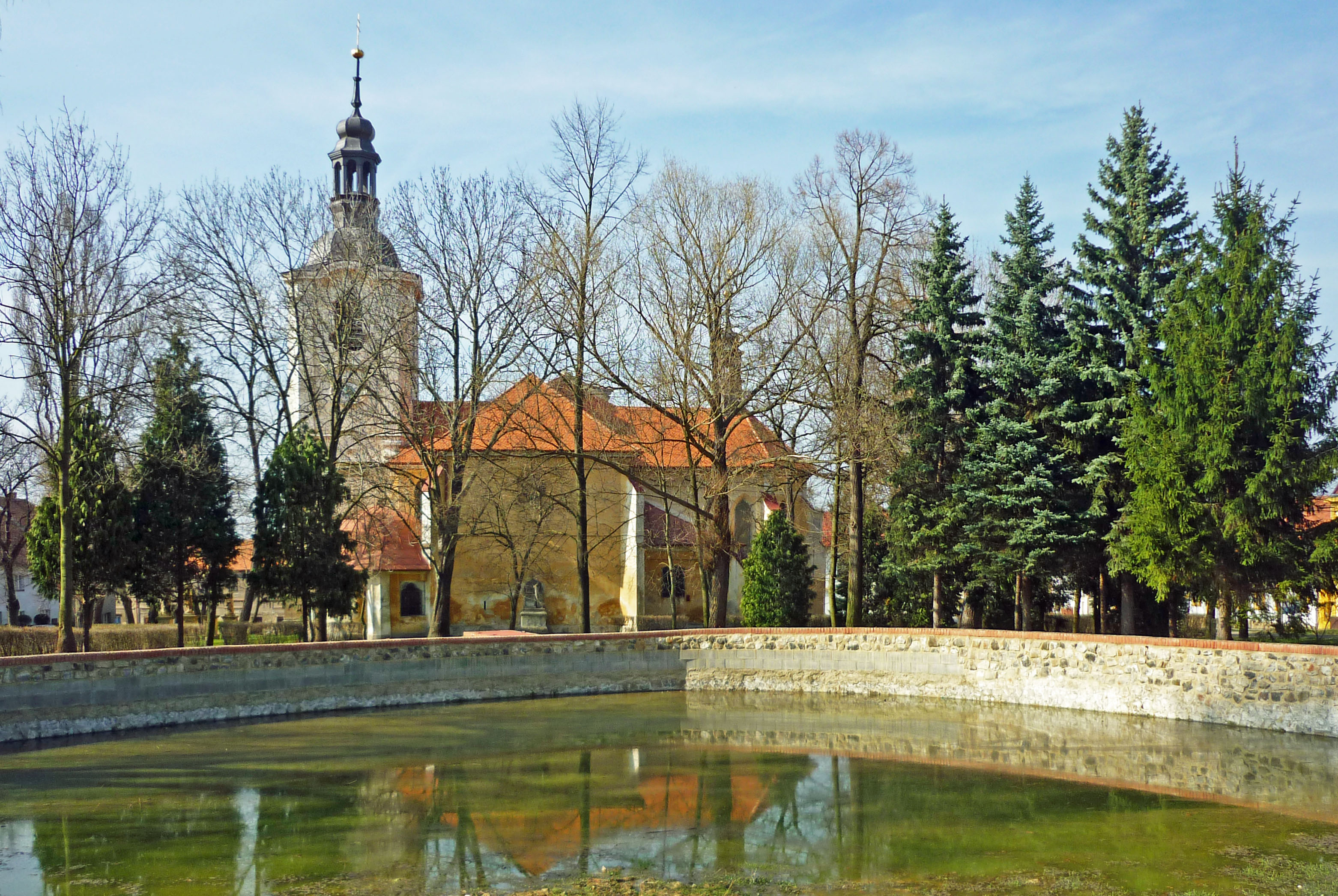
Kostel svatého Martina